# Igino Canavari
Igino Canavari (Camerino, 30 agosto 1884 – ...) è stato un agronomo e geologo italiano.

## Biografia
Nato da Mario e  Vincenza Sabbieti, studiò presso l'Università di Pisa, dove insegnava il padre e dove si laureò in Scienze Naturali. Si iscrisse poi al Corso di Agraria della stessa Università ma si trasferì nel 1911 presso il Regio Istituto Superiore Agrario Sperimentale in Perugia, dove il 4 luglio 1912 si laureò in Agraria. Seguì inizialmente le orme del padre geologo, ma poi si occupò principalmente di questioni e tematiche agrarie.

## Opere
- Igino Canavari, Gl’insetti della vite descritti ed illustrati, Pisa, E. Spoerri, 1912,  XV, 174, IV c. di tav. : ill. ; 27 cm..
- Igino Canavari, Una famiglia colonica della regione subappennina umbro-marchigiana, Firenze, Tip. M. Ricci, 1913.